# Bag (przystanek kolejowy)
Bag (węg: Bag megállóhely) – przystanek kolejowy w Bag przy Rákóczi utca, na Węgrzech.

## Linie kolejowe
- Linia kolejowa 80a Budapest–Hatvan

| Bag                                   |  |                           |
| Linia 80a Budapest–Hatvan (49,000 km) |  |                           |
| Máriabesnyőodległość: 10,000 km       |  | Aszód odległość: 2,000 km |